# Deepness of the Fry
Deepness of the Fry er en dansk animationsfilm fra 2019 instrueret af August Niclasen.

## Handling
Hvad gør os specielle? Hvordan skiller vi os ud? Hvad gør os unikke? Intet. Og alligevel kan vi ikke lade være med at stille os selv de spørgsmål igen og igen. En eksistentiel krise i filmisk form.